# 生活様式
生活様式（せいかつようしき）は、ライフスタイル（Lifestyle）とも呼ばれ、ある社会においての成員が共通して成り立っているような生活の送り方のことを言う。より広義には、ある個人や集団あるいは文化の興味・意見・行動、および行動指向を指す。
同じ社会に所属している人間とは、人生の基本的な構成要素である生産や消費や家庭、労働がそれぞれが同じような形式で行っている様を指すが、それは成員のそれぞれが物事の認識や行動の基準を共有できているがゆえである。この生活様式とは社会や時代が異なればそれだけ多様性を持つことになり、異なった生活様式を理解するということは異文化理解であるとも言える。同じ社会の中でも分化が発生し、そこから階級や階層が発生したならば価値観も多様化していくこととなり、このことから一つの社会の中に複数の生活様式が表れるようになる。
生活様式という語は、オーストリアの心理学者アルフレッド・アドラー によって「小児期に確立された人の基本的性格」の意味で導入された 。「生きる方法や様式」というより広い意味での生活様式は1961年以降論じられるようになった。生活様式は、具体的・抽象的の要素の決定の組み合わせである。具体的要因は特に人口統計学的な変数、すなわち個人の人口統計学的プロフィールに関係し、抽象的要因は個人の価値観・嗜好・物の見方など個人の心理的側面に関係する。 
近年では、地球環境に意識した循環的で恒常性を帯びた世界的な取り組みと、広域な感染症の伝播や自然災害、各国の政治動向によって、より社会資本に依存した複雑で多様な生活様式が繰り広げられている一方で、難民や旧来の密林等における原住民の生活様式も含めるよりは、より文化文明的な要素があり大量生産消費活動から必要最小限なステージに移行している。

## 個人のアイデンティティ
生活様式は一般に、個人の態度・生き方・価値観・世界観を反映するものである。したがって、生活様式は自己意識を養い、個人のアイデンティティと共鳴する文化的シンボルを創り出す手段である。生活様式のすべての側面が自発的なものであるとは限らない。周囲を取り巻く社会的・技術的システムも個人のとりうる生活様式の選択肢や、他者ないし自己に投影することのできるシンボルを制約しうる。
近代社会において、人格的アイデンティティと、特定の生活様式を示す日常的営為の間の線引きは曖昧になりつつある。例えば、「グリーンな生活様式」とは、より資源消費を抑え、（エコロジカル・フットプリントを減らすなど）有害な排出物を減らすという信念を持ち、行動に取り組むと同時に、こうした信念・行動に従うという自己意識を得ることを意味する。近代における生活様式構築の要は消費行動であると主張する論者もいる。異なる生き方を特徴づけるさまざまな商品あるいはサービスを用いることで、自己を創造し、より個人化するための可能性が与えられるからである。
生活様式は政治・宗教・健康・愛情行為等に対する見方をも含むものである。これらの側面はみな、その人の生活様式を形成する役割を果たす。

## メディア文化における生活様式
「生活様式」という用語は、テオドール・アドルノによれば、1950年代に芸術用語における様式（スタイル）からの派生で導入された。

芸術における様式の文化産業へのリサイクルである「生活様式」は、かつて一時は否定性（衝撃・解放性）を持っていた美的カテゴリーが、商品消費の質へと転換したさまを体現している。

アドルノは、マスメディアを巻き込んだ「文化産業」は存在するが、「大衆文化」という用語は妥当ではないと指摘する。

我々の草稿で、「大衆文化」について触れた。 その表現を「文化産業」に置き換えることで、次のような意見の支持者に同意されうる解釈をあらかじめ除外した。すなわち、それが大衆自体から自然に生じる文化のようなもの、現代的な形式の大衆芸術にまつわるものなのだ、という意見である。
先進資本主義にけるメディア文化は一般に、新商品の消費を促すために新たな生活様式を創り出す。

多様性は以前よりも効果的にマスメディアに表れているが、それが明白で疑う余地のない吉報というわけではない。1950年代後半までに、資本拡大の目的に対して意識の均質化は逆効果になった。つまり、新しい商品に対する新たなニーズを創造しなければならず、そのためにはそれまで排除されてきた最低限の否定性を再び持ち込む必要があったのである。戦後の統一と安定化の時代に至るまで近代を通じて芸術の特権であった新しさの崇拝は、それが元来起こったところの資本の拡大に先祖返りした。しかしこの否定性は、日常生活の基本的構造の変化を予感させるものではないため、衝撃的でも解放的でもない。 それどころか、資本は文化産業を通じて、新しく「一味違った」商品の絶えざる生産のなかで通時的に、またそれまでにない「生活様式」の推進のなかで共時的に、否定のダイナミクスを取り入れてきたのである。

## 生活様式の研究史
生活様式の研究は、主として3つの区分に分けることができる。

### 生活様式と社会的地位
生活様式に関する初期の研究は、社会構造とその中での個人の相対的地位の分析に重きをおいていた。ソースティン・ヴェブレンは、人々が自分より下位とみなす社会階層との差別化、上位とみなす階層との競争への欲求にしたがって、特定の「生活の枠組み」とりわけ決まったパターンの「衒示的消費」を受け入れるのだと主張し、「競争」の概念とともにこの視座を提唱した。
マックス・ヴェーバーは生活様式を、威信の認識の弁証法と密接に結びついた階層集団の特徴的要素とみなした。すなわち生活様式は（同一の社会階級の中でさえ）社会的差異の最も目立つしるしであり、またそれは特に、個人が自ら享受していると思っているないしは欲しているところの威信を示すものである。
ゲオルク・ジンメルは、生活様式の形態的な分析を行っているが、その核心には、個人化・自己同定・差異化・認識のプロセスが見受けられる。これは「垂直的」「水平的」にはたらくような、生活様式を創り出すプロセスであると同時に、生活様式によって創出された効果であると理解することができる。
最後にピエール・ブルデューは、このアプローチをより複雑なモデルの中で刷新した。ここでは生活様式は主として社会的実践の中で作り上げられ、個人の嗜好に密接に結びついたものであって、場の構造とハビトゥスに関連したプロセスとの間の相互関係の基本的な点を示すものである。

### 思考様式としての生活様式
生活様式を第一義に思考様式として理解するアプローチは、精神分析の領域にその起源をもつ。まずアルフレッド・アドラーによれば、人生の早い時期に発達する、個人の価値観や行動原理を導く枠組みが、生涯にわたってその人の行動に影響するような判断システムを規定することになる、という意味において、生活様式は人格の様式として理解されるものである。
のちに、とりわけミルトン・ロキーチやアーノルド・ミッチェル、リン・カールの研究において、価値観の解析（プロフィール）という形での生活様式の分析が発展した。その結果、相異なる人々の群がそこに対応するような、階層的に組織されたさまざまな価値観のスケールのモデルを見出すことが可能である、との仮説に至った。
つづいてダニエル・ヤンケロヴィッチとウィリアム・ウェルズが登場し、共時的・通時的両方の観点からの分析と、与えられた社会的文脈における社会文化的潮流（トレンド）に基づく解釈から、態度（attitudes）・興味（interests）・意見（opinions）を生活様式の基礎的な構成要素であるとみなす、いわゆるAIOアプローチに移行した。
最後に、さらなる研究によっていわゆるプロフィール・トレンドアプローチが出てきたが、その核心は、精神的変数と行動的変数の間の関係を分析することにある。これは、人々の様々な生活様式の普及と、様々な様態の思考・行動間の相互作用の出現の両方に対して、社会文化的潮流が影響力を持っていることを念頭に置いたものである。

### 行動様式としての生活様式
行動の概形としての生活様式の分析は、行動のレベルを単なる生活様式の派生物、あるいは少なくとも副次的な構成要素として考えるのではなく、本質的な要素として捉えるところに特徴を持つ。
はじめに、このアプローチではアンソニー・ギデンズらが主に消費者行動に注目し、獲得される商品を、個人の自己イメージや彼らの社会における自己の地位の見方を物質的次元に表現した物体とみなした。
その後この視座が拡張され、より総合的に日々の生活のレベルに着目し、時間とりわけ余暇の利用に注意を置いて、選択の積極的側面と日課的な側面との間の相互作用と、行動のレベルを特徴づける構造の組織過程を研究しようとするようになった。
最後に、リチャード・ジェンキンスやA・J・ヴィールなどの研究者は、毎日の行動ではなく、特に意味があり特徴的な行動だとその受容主体が考えるような行動に分析の次元を設ける、という生活様式へのアプローチを提案した。